# الحملة الجوية على هجليج
كانت الحملة الجوية على هجليج حملة جوية عسكرية للحكومة السودانية ضد جمهورية جنوب السودان، وهي جزء من أزمة هجليج .

## نزاع
بدأ سلاح الجو السوداني التفجيرات في جمهورية جنوب السودان. حيث بدأت الحملة في 1 مارس 2012، في مقاطعة بانيكانج، عندما دمرت طائرة هليكوبتر تابعة لسلاح الجو السوداني بئرين للنفط. ثم تعرضت بلدة تشوين الحدودية لهجوم، وقامت قوات جنوب السودان بصد الهجوم ومطاردة القوات السودانية إلى منطقة هجليج المتنازع عليها. بدأت الحملة الحقيقية عندما فتحت القوات السودانية النار على بانتيو وأوقعت 5 ضحايا. طلب الناتو من السودان وقف الحملة، لكن الحكومة لم توقفها.
| تاريخ    | موقع                                                        | إصابات                                            | ملاحظات                                                            | مصدر          |
| -------- | ----------------------------------------------------------- | ------------------------------------------------- | ------------------------------------------------------------------ | ------------- |
| 1 مارس   | مقاطعة بانيكانج، ولاية الوحدة                               | لا يوجد                                           | تلف بئرين للنفط                                                    | [ 3 ] [ 4 ]   |
| مارس     | حقل الوحدة النفطي                                           | مجهول                                             | -                                                                  | [ 5 ]         |
| 30 مارس  | متنوع                                                       | مجهول                                             | على مواقع قوات الجيش الشعبي على طول الحدود.                        | [ 6 ]         |
| 4 أبريل  | ولاية الوحدة                                                | لا يوجد                                           | فقدت 1 ميج 29                                                      | [ 7 ]         |
| 9 أبريل  | تيشوين ، جنوب كردفان                                        | لا يوجد                                           | -                                                                  | [ 8 ]         |
| 12 أبريل | بانتيو ، ولاية الوحدة                                       | مقتل جندي وجرح 4 مدنيين                           | -                                                                  | [ 9 ] [ 10 ]  |
| 14 أبريل | هجليج ، جنوب كردفان                                         | مجهول                                             | -                                                                  | [ 11 ]        |
| 14 أبريل | بانتيو ، ولاية الوحدة                                       | مقتل جندي و 4 مدنيين واصابة 6                     | جسر روبكوتنا غير تالف.                                             | [ 12 ] [ 13 ] |
| 14 أبريل | مقاطعة أبيمنوم من مجتمع دينكا روينغ ، ولاية الوحدة          | أصيب 36 شخصا خلال هجوم جوى في مقاطعة روينج بيمنوم | تم تدمير جسر Ruweng Biemnom                                        |               |
| 15 أبريل | هجليج ، جنوب كردفان                                         | مجهول                                             | الضرر المحتمل لمنشآت النفط                                         |               |
| 15 أبريل | معسكر قوات حفظ السلام التابعة للأمم المتحدة في جنوب السودان | لا يوجد                                           | وأكده قويدر زروق المتحدث باسم بعثة الأمم المتحدة في جنوب السودان . |               |
| 15 أبريل | مقاطعة مايوم ، ولاية الوحدة                                 | مقتل 7 أشخاص وإصابة 14 آخرين                      | -                                                                  | [ 14 ]        |
| 16 أبريل | قرى شرق بانتيو، ولاية الوحدة                                | مقتل شخصين وإصابة 8 آخرين                         | -                                                                  |               |
| 22 أبريل | حقل الوحدة النفطي                                           | -                                                 | -                                                                  | [ 15 ]        |
| 23 أبريل | بانتيو - منطقة روبكونا                                      | قتل 3 اشخاص                                       | تضرر السوق في روبكونا                                              | [ 16 ]        |
| 21 مايو  | الرقية شمال بحر الغزال                                      | -                                                 | -                                                                  | [ 17 ]        |
| 22 مايو  | الرقية شمال بحر الغزال                                      | -                                                 | -                                                                  |               |
| 28 مايو  | الرقية شمال بحر الغزال                                      | 10 قتلى                                           | -                                                                  | [ 18 ]        |

ملحوظة: بما أن السودان لا يسمح للصحفيين بدخول مناطق النزاع، فإن تقارير التفجيرات والنزاع يتم الإبلاغ عنها بشكل عام من قبل مصادر في جنوب السودان أو المتحالفة مع الجيش الشعبي لتحرير السودان. يزعم السودان أنه قصف حصريًا مواقع عسكرية جنوبية سودانية وينفي جميع المزاعم الأخرى.